# Родийтриванадий
Родийтриванадий — бинарное неорганическое соединение
родия и ванадия
с формулой V3Rh,
кристаллы.

## Получение
- Сплавление стехиометрических количеств чистых веществ:

{\displaystyle {\mathsf {Rh+3\;V\ {\xrightarrow {1730^{o}C}}\ V_{3}Rh}}}

## Физические свойства
Родийтриванадий образует кристаллы
кубической сингонии,
пространственная группа P m3n,
параметры ячейки a = 0,4788 нм, Z = 2,
структура типа силицида трихрома Cr3Si
.
Соединение образуется по перитектической реакции при температуре 1730°С
и имеет большую область гомогенности 61÷77 ат.% ванадия
.